# Dinosaurier in Omas Garten
Dinosaurier in Omas Garten ist eine Kinderbuchreihe von Dominik Hochwald und Jörg Ihle, die im Coppenrath Verlag erscheint. Die Illustrationen stammen von Petra Fritz, Pascal Heinzelmann und Vesselin Kashev.
Bisher wurden fünf Bilderbücher veröffentlicht, die aus dem Deutschen auch ins Französische, Dänische, Elsässische und in Mandarin übersetzt wurden. In Deutschland verkauften sich die Bücher über 200.000 Mal (Stand: Mai 2025) und gehören damit zu den meistverkauften Bilderbüchern des Coppenrath Verlags. Der erste Band verkaufte sich über 100.000 Mal und gilt damit als Bestseller.

## Inhalt
Im Zentrum der Geschichten stehen die Kinder Leon und Sophie, die zu Beginn entdecken, dass ihre Oma heimlich Dinosaurier als Haustiere hält. Die Saurier sind genauso groß und authentisch wie ihre Artgenossen vor Millionen von Jahren, jedoch handzahm und zutraulich. Gemeinsam mit ihnen erleben Leon und Sophie unterschiedliche Abenteuer, in denen sowohl die Themen Hilfsbereitschaft und Zusammenhalt im Vordergrund stehen, als auch die wiederkehrende Erkenntnis, dass die Saurier viel lieber sind, als es auf den ersten Blick den Anschein macht.

### Dinosaurier in Omas Garten (2018)
Leon und Sophie dürfen zum ersten Mal alleine ihre Ferien bei Oma verbringen. Als sie eines Morgens von dem Rascheln einer laufenden Socke geweckt werden, entdecken sie, dass sich darunter ein Compsognathus versteckt. Der kleine Saurier führt die beiden in Omas Gewächshaus, in dem unzählige Saurier leben. Leon und Sophie verstehen, dass sie keine Angst vor den Dinos haben müssen. Die Kinder entdecken, wie viel Aufregendes es mit den Sauriern zu erleben gibt, ehe sie feststellen, dass einige der Dinos – darunter T-Rex und Brontosaurus – langsam zu groß für das Gewächshaus werden.

### Dinosaurier im Freibad (2020)
In den Sommerferien helfen Sophie und Leon ihrer Oma dabei, das Ei eines Plesiosaurus auszubrüten und entdecken, dass Oma all ihre Wassersaurier in einem alten, verlassenen Freibad untergebracht hat. Nachdem die Kinder gemeinsam mit den großen Wassersauriern wie Mosasaurus und Sarcosuchus schwimmen, geschieht ein Unglück: Der kleine Plesiosaurus wird durch einen Abwasserkanal in den angrenzenden Fluss gespült. Dort müssen Oma und die Kinder ihn nun gemeinsam mit den Wassersauriern suchen.

### Dinosaurier in der Flugschule (2021)
Als ein kleiner Dimorphodon schlüpft, bringen ihn Leon und Sophie gemeinsam mit Oma zu einer alten Burgruine auf einem Berg, wo Omas Flugsaurier leben. Da sich der Kleine anfangs nicht zu fliegen traut, veranstalten die Kinder eine eigene Flugschule für ihn. Schließlich flattert er vergnügt mit ihnen durch die Luft, bis er von einer Schäferin entdeckt wird. Die Schäferin, die seit Tagen einige ihrer Schafe vermisst, vermutet sogleich die Saurier als Täter. Gemeinsam mit Oma und den Flugsauriern wollen Sophie und Leon die vermissten Schafe finden und so beweisen, dass Omas Saurier ungefährlich sind.

### Dinosaurier auf dem Bauernhof (2023)
Nachdem Oma sich darüber sorgt, dass der Bauer sie schon länger nicht mehr mit den Unmengen an Futter beliefert hat, die ihre Saurier verdrücken, beginnt den Dinos der Magen zu knurren. Als sie bereits beginnen, Omas Haus anzuknabbern, besuchen Leon, Sophie und Oma den Bauernhof. Dort müssen sie feststellen, dass dieser durch ein Unwetter verwüstet wurde. Sie schmieden einen Plan: Mithilfe der Saurier werden sie den Hof wieder aufbauen und die Ernte einfahren.

### Dinosaurier auf Omas Geburtstag (2025)
Am Tag von Omas Geburtstag schlüpft ein neuer Dinosaurier, der laut Leon und Sophie damit heute auch seinen "Geburts-Tag" hat. Die Kinder und Oma wollen daher beide Geburtstage zusammen feiern. Doch als sich der kleine Saurier in Omas Garten sichtlich unwohl fühlt, stellen sie sich die Frage, welcher Art Omas neuer Dino überhaupt angehört. Auf der Suche nach einer Antwort entdecken sie schließlich, dass es sich um eine ganz und gar unbekannte Spezies handelt, die sich vor allem unterirdisch wohl fühlt. Doch unterirdisch eine große Geburtstagsfeier zu organisieren scheint unmöglich ...

## Entstehung
Die Kinderbuchreihe basiert auf der Freizeitpark-Attraktion "Madame Freudenreichs Curiosités", die 2018 im Europa-Park eröffnet wurde. Jörg Ihle und Dominik Hochwald entwickelten auch die Hintergrundgeschichte der kindgerechten Themenfahrt, in der die Parkbesucher in einer Gondel durch Omas von Dinosauriern bewohnten Garten fahren.
Da die Attraktion im französischen Themenbereich des Europa-Parks liegt, finden sich sowohl darin als auch in den Bilderbüchern kulturelle Bezüge zur Region Elsass.

## Hörspiele
Beim Hörspiel-Verlag "Bergis Medien" erschienen vier Hörbücher mit je sechs Kurzgeschichten, die auf den Bänden "Dinosaurier in Omas Garten" und "Dinosaurier im Freibad" basieren. Teils wird die Geschichte der Bilderbücher nacherzählt, teils sind neue Geschichten enthalten, die auf den Themen der beiden Bände aufbauen.

## TV-Serie
Im Herbst 2025 erscheint eine TV-Serie zur Bilderbuchreihe mit dem Titel "DINO MATES - Ferien bei Oma Freudenreich" im KiKA. Die TV-Serie wird von MACK Magic produziert. Regie führt Dirk Hampel, basierend auf Drehbüchern von Oliver Huzly und David Ginnuttis. Produzenten sind Michael Mack, Tobias Mundinger und Anne-Kathrin Tintinger. Die Serie unterscheidet sich von der Vorlage darin, dass es weniger Dinosaurier gibt und diese in der ersten Folge von Oma und den Kindern erst in einer Höhle entdeckt werden. Leon und Sophie sind zudem deutlich älter als in den Büchern und während sich die Dinosaurier in der Vorlage eher wie Haustiere verhalten, können sie in der Serie sprechen und haben anthropomorphe Eigenschaften.

## Rezeption
In der F.A.Z. wurde besonders der Humor und die "liebevolle Illustration" von "Dinosaurier in Omas Garten" hervorgehoben, das Familienmagazin "Leben & erziehen" betonte, dass die Erzählung die Fantasie der Kinder anrege.

## Bücher
- Dinosaurier in Omas Garten. Coppenrath, Münster 2018, ISBN 978-3-649-63026-5
- Dinosaurier im Freibad. Coppenrath, Münster 2020, ISBN 978-3-649-63609-0
- Dinosaurier in der Flugschule. Coppenrath, Münster 2021, ISBN  978-3-649-63864-3
- Dinosaurier auf dem Bauernhof. Coppenrath, Münster 2023, ISBN 978-3-649-64157-5
- Dinosaurier auf Omas Geburtstag. Coppenrath, Münster 2025, ISBN 978-3-649-64878-9